# La Chambre (chanson)
Pour les articles homonymes, voir La Chambre.
Pistes de Paris Canaille
Monsieur William Vitrines
La Chambre est une chanson onirique de Léo Ferré sur un texte de René Baer, créée au disque par Yvette Giraud en 1947 et enregistrée par Ferré sur son premier album, paru chez Odeon en 1953. Elle fait partie des plus anciennes chansons du chanteur. 

## Historique
Avec La Chanson du scaphandrier, La Chambre est la plus célèbre des chansons issues de la collaboration entre Léo Ferré et René Baer. Tous deux se rencontrent au début des années 40 à Monaco, où Baer s'est réfugié pour se protéger de la politique de collaboration du régime de Vichy. Ferré n'a alors pas encore trente ans, Baer en a plus de cinquante. 
Depuis 1941, Léo Ferré se produit occasionnellement sur scène. D'abord sous le pseudonyme Forlane, puis sous son nom propre. Il cherche à étoffer son jeune répertoire et sympathise avec René Baer, qui lui fournit plusieurs textes. On ne sait pas si ces textes étaient déjà écrits ou si Ferré lui a passé commande sur des thèmes choisis. 
Toujours est-il que leur collaboration aboutit en 1943 à six (ou huit) chansons : Le Banco du diable, Oubli, La Mauvaise Étoile, Le Carnaval de tous les jours, La Chambre et La Chanson du scaphandrier. Seul l'enregistrement des trois dernières nous est parvenu à ce jour, et seuls les deux dernières se sont imposées dans la durée.
La Chambre est considérée comme le sommet de la collaboration entre les deux artistes. C'est un des piliers du répertoire de Léo Ferré quand il démarre à Saint-Germain-des-Près.

## Enregistrement
Le 10 avril 1953, Léo Ferré entre en studio pour sa première séance d'enregistrement chez Odeon. Il grave sous l'égide de l'arrangeur Jean Faustin plusieurs chansons dont celle-ci, dans une version qui n'a pas été à ce jour retrouvée. 
Le 29 avril, Ferré grave une seconde version, qui est celle qui nous est parvenue.

### Musiciens
- Musiciens non identifiés à ce jour

### Production
- Arrangements et direction musicale : Jean Faustin
- Prise de son : ?
- Production exécutive : M. Dory

## Reprises
La Chambre a été créée au disque par Yvette Giraud en 1947, puis interprétée par Jacques Douai en 1957 et en 1973, par Cora Vaucaire et Lambert Wilson.